# Gerhart Eisler
Gerhart Eisler, född den 20 februari 1897 i Leipzig, Tyskland, död den 21 mars 1968 i Jerevan, Armenien, var en tysk politiker. Tillsammans med sin syster, var han en mycket tidig medlem av det österrikisk-tyska kommunistpartiet och sedan en framstående medlem av kommunistpartiet i Tyskland och Weimarrepubliken.

## Biografi
Eisler var son till Rudolf Eisler, professor i filosofi vid universitetet i Leipzig och av judisk börd. Hans bror var den vänsterorienterade kompositören Hanns Eisler och hans syster var den kommunistiska aktivisten Ruth Fischer.
Från 1929 till 1931 var han en länk mellan Kommunistiska internationalen och de kommunistiska partierna i Kina och mellan 1933 och 1936 i USA. Time rapporterade 1947 att han hade gjort en resa till Kina i slutet av 1920-talet då han fick namnet "bödeln" för att ha "rensa partiet av spioner och dissidenter". 
Eisler åtalades i två rättegångar 1947, först för att vägra att besvara HUAC, och sedan för brott mot USA:s lagar genom att förvränga sin tillhörighet till kommunistpartiet och sin invandringsansökan. Han dömdes till ett och tre års fängelse, men släpptes snart mot borgen. Newsweek beskrev honom i februari, 1948, som "röd agent nummer ett". När hans sista rättsliga utväg hade misslyckats hoppade han av borgen och tog sig i hemlighet ombord på det polska fartyget MS Batory på väg till London i maj 1949. Han upptäcktes av besättningen först efter det att fartyget var till sjöss. 
Väl i England, fördes han iland fängslad till händer och fötter, men myndigheterna tillät honom att lämna landet för Tyska demokratiska republiken. Där blev han chef för östtyska radion och en ledande propagandaröst för den kommunistiska regeringen. Hans fru greps efter hans flykt och deporterades och förenades med honom i Östtyskland. 
Efter hans död under ett officiellt besök i Jerevan, Armenien, har flera skolor och gator i Östtyskland givits hans namn till hans heder. Hans urna begravdes på Zentralfriedhof Friedrichsfelde i Berlin.